# Allobates bromelicola
Allobates bromelicola (Test, 1956) è un anfibio anuro appartenente alla famiglia degli Aromobatidi.

## Etimologia
L'epiteto specifico è legato all'abitudine della specie di allevare i girini all'interno delle Bromeliaceae.

## Distribuzione e habitat
È endemica dello Stato di Aragua in Venezuela. Si trova in prossimità del picco di Periquito nella Cordigliera della Costa sopra i 1000 m di altitudine.